# Hippolyte Fizeau
Armand Hippolyte Louis Fizeau (Párizs, 1819. szeptember 23.  – Nanteuil-le-Haudouin,  1896. szeptember 18.) francia fizikus, a vele egy évben született Léon Foucault munkatársa és barátja (ezért szokás őket a francia tudomány Castor és Polluxaként emlegetni).

## Munkássága
1848-ban — Christian Doppler munkásságát még nem ismerve — kimutatta, hogyan tolódnak el a csillagok színképvonalai. Ez a vöröseltolódás lett a Doppler-effektus első tapasztalati bizonyítéka, amiért időnként Doppler–Fizeau-hatásnak is nevezik.

### Együttműködése Foucault-val
Az 1840-es évek végétől  a fényt és a hőt tanulmányozta Léon Foucault-val. Elsőként készítettek dagerrotípiát a Napról, és megállapították, hogy annak külső rétege gáz állapotú (François Arago, a Párizsi Obszervatórium akkori igazgatója fotometrikus észlelései alapján úgy vélte, hogy az folyékony).
1849-ben fogaskerekes tárcsákkal (Fizeau-módszer), majd forgótükrökkel megmérték a fény sebességét; eredményük 1%-on belül egyezik a ma helyesnek ismert értékkel. Ezzel egyúttal a Nap–Föld távolság értékét is sikerült pontosabban meghatározni.
1851-ben (Fizeau-kísérlet) megállapították, hogy a fény a vízben lassabban halad, mint a levegőben.

## Emlékezete

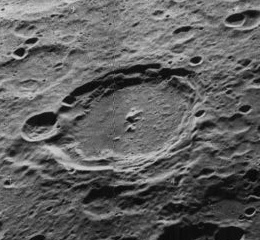
A Fizeau-kráter a Hold túlsó oldalán

- Egyike azon 72 tudósnak, akiknek neve szerepel az Eiffel-torony oldalán.